# Charles-François Desbureaux
Charles François Desbureaux, né le 13 octobre 1755 à Reims et mort à Paris le 26 février 1835, est un général français de la Révolution et de l’Empire.

## États de service
Soldat dans le régiment de la Reine-Infanterie le 20 décembre 1773, caporal le 25 mars 1774, il fait la campagne navale de 1778. Il est nommé sergent le 26 septembre 1780, fourrier en 1781, et il obtint son congé absolu le 21 avril 1784.
Élu chef de division de la garde nationale de Reims, il est chargé, lors de l'invasion de la Champagne par les armées ennemies, en mars 1792, de l'organisation et du commandement des troupes de nouvelle levée. L'activité, l'habileté qu'il déploie dans cette circonstance lui valent le grade d'adjudant-général chef de bataillon le 1er octobre de la même année. Il sert d'abord en cette qualité au camp de Châlons, et passe successivement aux armées des Ardennes, du Nord, de la Moselle et de Rhin-et-Moselle, pendant les campagnes de 1792 à l'an III (1794-1795).
Général de brigade le 16 août 1793, et général de division le 20 septembre 1793, il se trouve au blocus de Maubeuge, puis il prend le commandement de trois divisions destinées à l'attaque de Charleroi. Il passe ensuite avec un corps de troupes de 16 000 hommes à l'armée de la Moselle pour le blocus de Landau et à la reprise des lignes de Wissembourg. Le 4 prairial an II (23 mai 1794), il soutient la division Ambert, vivement attaquée par les Prussiens devant Kaiserslautern, arrête l'ennemi et opère sa retraite sans avoir été entamé.
Vers cette époque se forme l'armée de Sambre-et-Meuse, et le général Desbureaux reçoit l'ordre de défendre le pays compris entre la Sarre et la Moselle, de couvrir les places de Sarre-Libre et de Thionville, et de se jeter dans cette dernière place pour la défendre jusqu'à la dernière extrémité en cas de siège.
Lors de la marche de l'armée de la Moselle sur Trèves, il commande la division du centre. Il fait à l'ennemi un grand nombre de prisonniers, et emporte de vive force la batterie du pont de Consarbrück. L'armée se porte ensuite sur Mayence et passe l'hiver devant cette dernière place. Non compris dans le travail d'organisation du 25 prairial an III (13 juin 1795), il rentre dans ses foyers avec le traitement de réforme le 1er messidor (19 juin) suivant. Remis en activité le 5 thermidor an VII (23 juillet 1799), il a alors le commandement de la 12e division militaire.
Les Vendéens ont repris les armes et Desbureaux parvient à rétablir l'ordre dans sa division, non sans avoir battu et dispersé de nombreux rassemblements d'insurgés, notamment le 12 brumaire an VIII (3 novembre 1799) lors de la bataille des Aubiers, où ses troupes tuent 500 hommes. Il reçoit, le 11 frimaire (2 décembre), l'ordre de se rendre à l'armée gallo-batave. À son arrivée à Paris, il trouve un contre-ordre qui le renvoie dans l'ouest de la France où l'insurrection a reparu, et il y reste jusqu'au 1er ventôse an IX (20 février 1801), époque à laquelle il est de nouveau placé en traitement de réforme.
Mis à la disposition du ministre de la marine le 30 brumaire an X (21 novembre 1801), il part pour Brest le 18 nivôse (8 janvier 1802) suivant, afin de prendre le commandement de la deuxième expédition de Saint-Domingue.
Rentré en France le 20 germinal an XI (10 avril 1803), et maintenu dans le traitement d'activité par décision du premier Consul du 30 messidor (19 juillet) suivant, il est nommé membre de la Légion d'honneur le 4 germinal an XII (25 mars 1804), et appelé au commandement de la 7e division militaire le 30 fructidor an XIII (17 septembre 1805).
Passé à celui de la 5e division militaire le 10 novembre 1806, il reçoit le titre de baron de l'Empire le 5 août 1809, et la décoration d'officier de la Légion d'honneur le 27 décembre 1810. Le 27 décembre 1814, il est fait commandeur de la Légion d'honneur par le roi Louis XVIII.
Il continue d'exercer ses fonctions jusqu'au retour de Napoléon Ier de l'île d'Elbe, mais une ordonnance royale du 11 septembre 1815 prononce son admission à la retraite.
Il meurt le 26 février 1835, à Paris, et il est inhumé au cimetière du Père-Lachaise (38e division).

## Source
- « Charles-François Desbureaux », dans Charles Mullié, Biographie des célébrités militaires des armées de terre et de mer de 1789 à 1850, 1852 [détail de l’édition]